# کوین مایکل ریچاردسون
کوین مایکل ریچاردسون (انگلیسی: Kevin Michael Richardson؛ زاده ۲۵ اکتبر ۱۹۶۴) یک هنرپیشه اهل ایالات متحده آمریکا است. وی از سال ۱۹۹۱ میلادی تاکنون مشغول فعالیت بوده‌است.
از فیلم‌ها یا برنامه‌های تلویزیونی که وی در آن نقش داشته است می‌توان به لیگ عدالت در برابر پنج کشنده، افسانه مورتال کامبت: انتقام اسکورپیون، انیماتریکس و جرج جنگل ۲ اشاره کرد.